# دانالد گاف
دانالد گاف (انگلیسی: Donald Gauf; ۱ ژانویهٔ ۱۹۲۷ – ۱۱ اکتبر ۲۰۱۴) بازیکن هاکی روی یخ اهل کانادا بود.